# 馬蒂 (阿爾巴尼亞)
马蒂，是阿爾巴尼亞东北部第巴爾州的一个市镇，處於馬蒂河中游，2015年地方政府改革时成立，由原八个市镇合并而成，原八个市镇则成为新市镇的行政分区。行政中心为布雷尔镇。市镇面积为493.81平方公里，人口数量为27,600人（2011年）。